# Bac électrique de Thurø
 (juillet 2024).
Si vous disposez d'ouvrages ou d'articles de référence ou si vous connaissez des sites web de qualité traitant du thème abordé ici, merci de compléter l'article en donnant les références utiles à sa vérifiabilité et en les liant à la section « Notes et références ».
Le bac électrique de Thurø était un bac alimenté par trolley (chariot capteur aérien) qui reliait la ville danoise de Svendborg sur Fyn à l'île de Thurø.

## Bacs successifs
Comme Thurø n'est qu'à quelques kilomètres de Svendborg, l'île est un quartier résidentiel populaire. L'île est la deuxième île la plus densément peuplée du Danemark après Amager.

### Bateaux à rame
Auparavant, les gens étaient transportés à travers le détroit de Skårupøre dans de petits bateaux à rames, tandis que les vaches et les chevaux devaient traverser l'estuaire à la nage. Les bateaux à vapeur et plus tard les bateaux à moteur ont remplacé les chaloupes à la fin des années 1800 et vers 1900, les animaux pouvaient y être transportés.

### Bac à câble, traction manuelle
Un service de traversier a ouvert à la fin des années 1890. Il a été acquis par le maître maçon Jørgen Larsen de Thurø, qui à partir de 1908 a opéré la traversée en bac entre Nørreodde sur Thurø et Bjørnemoseløkken sur Fyn en utilisant un landau en bois comme bac à câble, qui avait un treuil à main à travers lequel une chaîne posée sur le fond marin était passée. Des barrages courts ont été construits dans le détroit de Skårupøre depuis le nord et le sud sur les deux rives pour éviter d'avoir à traverser toute la largeur du détroit en bac.

### Bac à câble, traction électrique
En raison de l'augmentation du trafic, le service de bac est devenu coûteux et le service de bac a donc été remplacé par un fonctionnement électrique en 1911, le treuil manuel étant remplacé par un moteur électrique. Sur le rivage de l'île de Fyn, il y avait une cloche qui pouvait être utilisée pour appeler le bac lorsqu'il était à Thurø. L'alimentation électrique était similaire à un tramway avec une ligne aérienne, qui était supportée sur chacune des deux têtes de taupe avec un mât de support.
Un nouveau landau a été construit par le chantier naval Jens Nielsen à Thurø avec le numéro de construction 6/1908 pour le service de bac. Il a été propulsé par un treuil à main jusqu'en 1911, puis par un moteur électrique. Il avait une capacité de levage de plus de 1 700 kg.
Larsen a également construit la maison du bac ( Færgegården ) sur l'île de Thurø en 1919, dans laquelle il a vécu jusqu'à ce que le bac soit interrompu. La maison du bac et les deux têtes de jetée sont toujours là.

## Liaison fixe
Les premiers plans d'une liaison fixe pour remplacer le bac ont été élaborés en 1931 lorsque Jørgen Larsen a demandé l'autorisation de construire un pont flottant entre les deux jetées. Le pont flottant aurait dû être utilisé à cette fin, qui n'était plus nécessaire là-bas après la construction de Kong Christian den X's Bro, qui a ouvert ses portes en 1930, sur Als Sund près de Sønderborg.
En 1934, la liaison par bac a été remplacée par une liaison par barrage avec un pont à l'ouest. Ce barrage a été construit entre 1933 et 1934, avec la société H. Hoffmann & Sønner utilisant un train de charrettes de Thurø. Là, le barrage d'environ 500 m de long a été construit à partir d'environ 15 500 m3 de terre excavée. Cela a été transporté dans des trains de quatre à dix camions à benne tirés par une locomotive à vapeur. Du côté Fyn, ce travail n'était effectué qu'à la main et à la brouette.
Le coût de construction du pont était de 130 000 couronnes, il a été inauguré le 1er février 1934.
On ne sait pas ce qu'est devenu le bac après l'arrêt de la ligne et l'ouverture du pont.